# Cleora leucophaea
Cleora leucophaea là một loài bướm đêm trong họ Geometridae.